# Peru nos Jogos Olímpicos de Verão de 1964
O Peru competiu nos Jogos Olímpicos de Verão de 1964, realizados em Tóquio, Japão.